# Manuel de Alday y Aspée
Santiago Manuel de Alday y Aspée (Concepción, 14 de enero de 1712-Santiago, 19 de febrero de 1789) fue un sacerdote católico español, que ejerció como decimoctavo obispo de Santiago entre 1755 y 1788.

## Vida
Fue hijo de José Alday y Ascarrunz y de Josefa de Aspée Ruiz de Berecedo, vizcaínos asentados en Chile a fines del siglo XVII. Cursó estudios de Filosofía y Teología en el Convictorio de San José, establecimiento educacional situado en su ciudad natal. En 1732 comenzó sus estudios en Lima (Perú), en el Colegio Real de San Carlos, establecimiento reservado para la aristocracia. En 1739 obtuvo un doctorado en Derecho Civil y Canónico, en la Universidad Mayor de San Marcos, siendo ordenado sacerdote en febrero de 1740. Volvió a Chile en 1741, doctorándose en Teología en la Pontificia Universidad Pencopolitana de Concepción, en Penco.
En 1753 el Obispo de Santiago, Juan González Melgarejo fue promovido a Obispo de Arequipa, por lo que el gobierno de la diócesis quedó vacante. En 1754 el Papa Benedicto XIV, a propuesta del Rey de España, elevó a Alday al cargo, siendo consagrado oficialmente el 2 de octubre de 1755 por el obispo José de Toro y Zambrano.

## Gobierno eclesiástico
Es frecuentemente considerado como el más importante obispo de Santiago del siglo XVIII.

### Diatribas morales
A Alday se le recuerda, sobre todo, por haber entablado frecuentes polémicas y acusaciones sobre temas morales. Es el caso de su lucha contra el uso por parte de las mujeres de faldas hasta la pantorrilla o de mangas muy cortas, su oposición a la apertura de un teatro en Santiago argumentando que asistir a comedias constituía un pecado mortal, su condena al juego del palín o chueca, su prohibición al uso de ciertos elementos de abrigo por parte de los eclesiásticos de la Catedral durante el invierno, su condena al uso de hostias a manera de lacre para cerrar cartas, entre otras muchas cruzadas.
En una célebre carta pastoral sobre trajes ordenaba, en 1782:

"Que todas las mujeres de cualquier estado i calidad que sean bajen la ropa, así de sayas redondas como de faldellines, dentro i fueras de sus casas de manera que llegue a los tobillos (...) Así mismo, bajo de igual precepto, que cubran los brazos hasta el promedio entre el codo i la muñeca siempre que salgan de sus casas, o reciban visitas en ella".
Manuel de Alday

### Labor administrativa
En 1780, Alday reimpulsó las obras de la Catedral de Santiago de Chile, entregando la dirección de los trabajos al arquitecto Joaquín Toesca. La edificación de templos volvería a preocuparlo, con motivo de la construcción de la tercera iglesia levantada en el santuario mariano de Andacollo o la culminación y consagración de la iglesia matriz de Mendoza (Argentina) en 1760. 
Mientras visitaba su extensa diócesis, recorriendo incluso Copiapó y Cuyo, el obispo se aplicó en la creación de numerosas parroquias, como la de San Lázaro (1775), en los arrabales santiaguinos; y otras en zonas más alejadas, como Paredones (1765), Combarbalá (1757), Pelarco (1787) y Renca (Argentina) (1764).
Realizó un sínodo diocesano en 1763, buscando la reforma del clero secular y fustigar las costumbres de la población.

## Autor teológico
Poseedor de una amplia educación, se doctoró en "ambos derechos" en la Universidad de San Marcos de Lima. Fue poseedor de una de las mayores bibliotecas existentes en Chile durante la Colonia (2.058 volúmenes), que se conserva en el Museo del Carmen de Maipú. Escribió algunos tratados...:

"...en que con un tono instruido, aunque algo amanerado, procura instruir a los fieles en las verdades del catolicismo".
José Toribio Medina

Participó en la discusión teológica sobre el probabilismo, en el sínodo de Lima de 1772, oponiéndose a dicha doctrina. En aquella reunión se destacó como uno de los principales oradores.

### Obra
- Regla de la gloriosa virgen Santa Clara: según la observan las religiosas, que no son descalzas, aprobados por la santidad de Urbano IV (1773)
- Visitatio ad limina apostolorum Illmi. D. D. Emmanuelis de Alday Episcopi Chilensis, Catholicae Majestatis à Consiliis (1763)
- Synodo discesana (1763)
- Disertación sobre las Verdades y Legítimas Facltades del Concilio Provincial (1773)